# Municipio de Elmer (condado de Pipestone)
El municipio de Elmer (en inglés: Elmer Township) es un municipio ubicado en el condado de Pipestone en el estado estadounidense de Minnesota. En el año 2010 tenía una población de 231 habitantes y una densidad poblacional de 2,53 personas por km².

## Geografía
El municipio de Elmer se encuentra ubicado en las coordenadas 43°54′43″N 96°12′43″O / 43.91194, -96.21194. Según la Oficina del Censo de los Estados Unidos, el municipio tiene una superficie total de 91.18 km², de la cual 91,09 km² corresponden a tierra firme y (0,1 %) 0,09 km² es agua.

## Demografía
Según el censo de 2010, había 231 personas residiendo en el municipio de Elmer. La densidad de población era de 2,53 hab./km². De los 231 habitantes, el municipio de Elmer estaba compuesto por el 99,57 % blancos y el 0,43 % eran de una mezcla de razas. Del total de la población el 2,16 % eran hispanos o latinos de cualquier raza.